# 小浜嘉隆
小浜 嘉隆（おはま よしたか、慶長5年（1600年） - 寛文4年3月23日（1664年4月19日））は、江戸時代前期の旗本。小浜光隆の子。正室は牧野信成の娘。通称は久太郎、民部丞。弟に小浜直隆（藤堂氏家臣）。子女に木下延由継室、小浜直隆（知隆）、小浜広隆、小浜良隆（小浜重隆養子）。
大坂の陣に父とともに従軍した。寛永17年（1640年）に船手頭となり、寛永19年（1642年）に大坂船手頭となった。砲術を得意とし、堺に教練する場を設け子弟の教育を行った。